# Суюнов Ельдорбек Алімович
Ельдорбек Алімович Суюнов (узб. Eldorbek Olimovich Suyunov, нар. 12 квітня 1991, Карші, Узбекистан) — узбецький футболіст, воротар клубу «Пахтакор» та національної збірної Узбекистану.

## Ігрова кар'єра

### Клубна
Ельдорбек Суюнов є уродженцем міста Карші і грати у футбол починав у клубі «Насаф» зі свого рідного міста. Тривалий час виступав за молодіжну команду. Але колишній головний тренер команди Анатолій Дем'яненко звернув увагу на молодого воротаря і відтоді Ельдорбек зайняв постійне місце в основі.
У 2017 році воротар приєднався до столичного клубу «Пахтакора».

### Збірна
У жовтні 2013 року Ельдорбек Суюнов дебютував у складі національної збірної Узбекистану.

## Титули
Насаф
 Переможець Кубка АФК: 2011
Пахтакор
 Чемпіон Узбекистану (4): 2019, 2020, 2021, 2022
 Переможець Кубка Узбекистану (2): 2019, 2020
 Переможець Суперкубок Узбекистану: 2022